# Ošanjići
Ošanjići (en cyrillique : Ошањићи) est un village de Bosnie-Herzégovine. Il est situé dans la municipalité de Stolac, dans le canton d'Herzégovine-Neretva et dans la fédération de Bosnie-et-Herzégovine. Selon les premiers résultats du recensement bosnien de 2013, il compte 1 023 habitants.
Le village abrite de nombreux sites inscrits sur la liste des monuments nationaux de Bosnie-Herzégovine. Ils font également partie de l'« ensemble naturel et architectural de Stolac », proposé par le pays pour une inscription au patrimoine mondial de l'UNESCO.

## Géographie
Le village est situé dans les faubourgs nord de Stolac, au bord de la rivière Bregava.

## Histoire

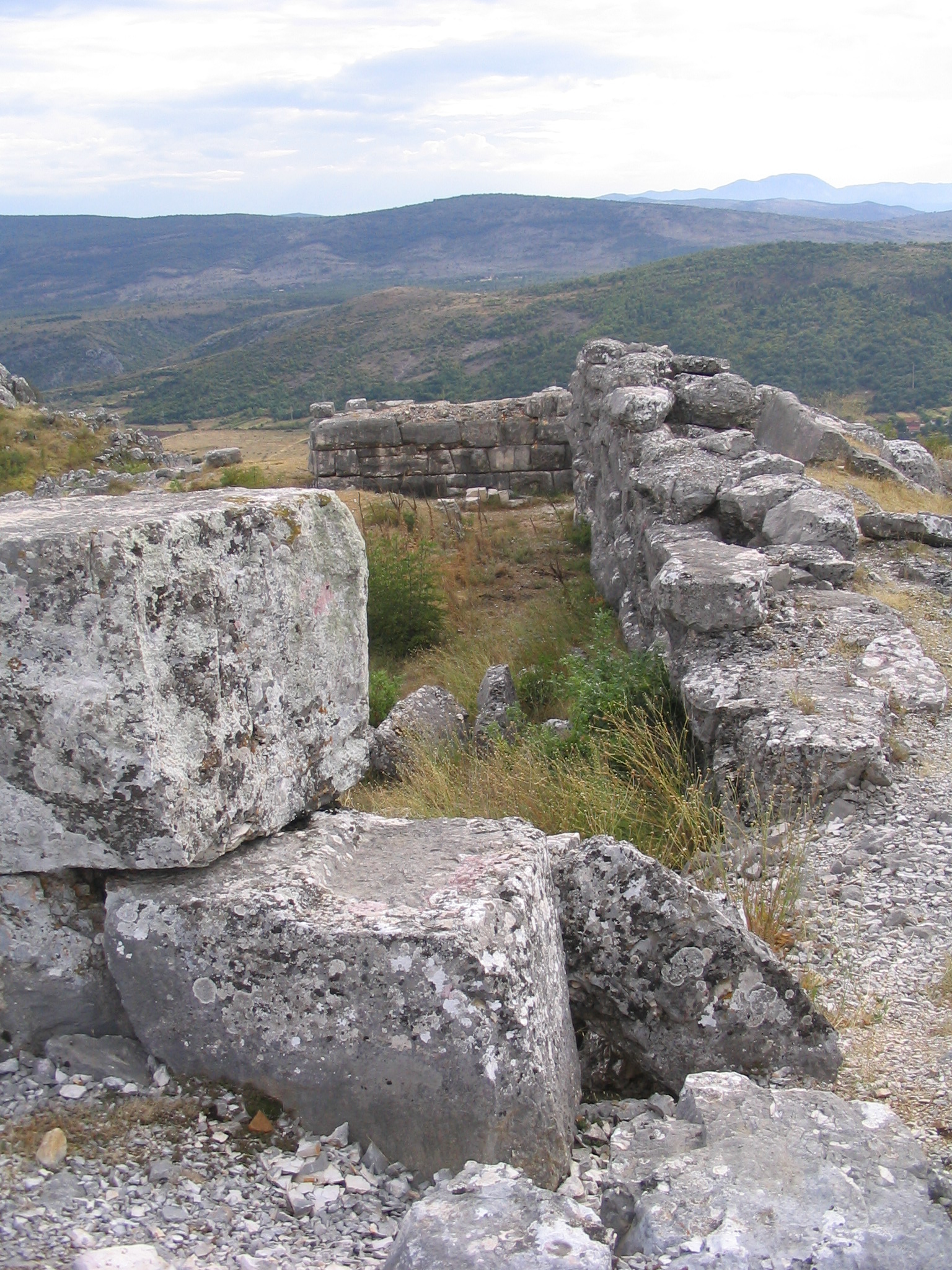
La forteresse hellénistique de Daorson

Sur le territoire du village se trouve la forteresse hellénistique de Daorson, qui remonte à l'l'âge du bronze et qui fut l'ancienne capitale de la tribu illyrienne des Daorsi ; elle est aujourd'hui inscrite sur la liste des monuments nationaux de Bosnie-Herzégovine.
Sur le territoire du village se trouve deux nécropoles inscrites, dont la plus célèbre est celle de Radimlja qui abrite 133 stećci, un type particulier de tombes médiévales, remontant aux XVe et XVIe siècles ; elle fait partie des 22 sites avec des stećci proposés par le pays pour une inscription au patrimoine mondial de l'UNESCO. La nécropole de Gorica, quant à elle, abrite 63 stećci et 3 nişans (stèles ottomanes).

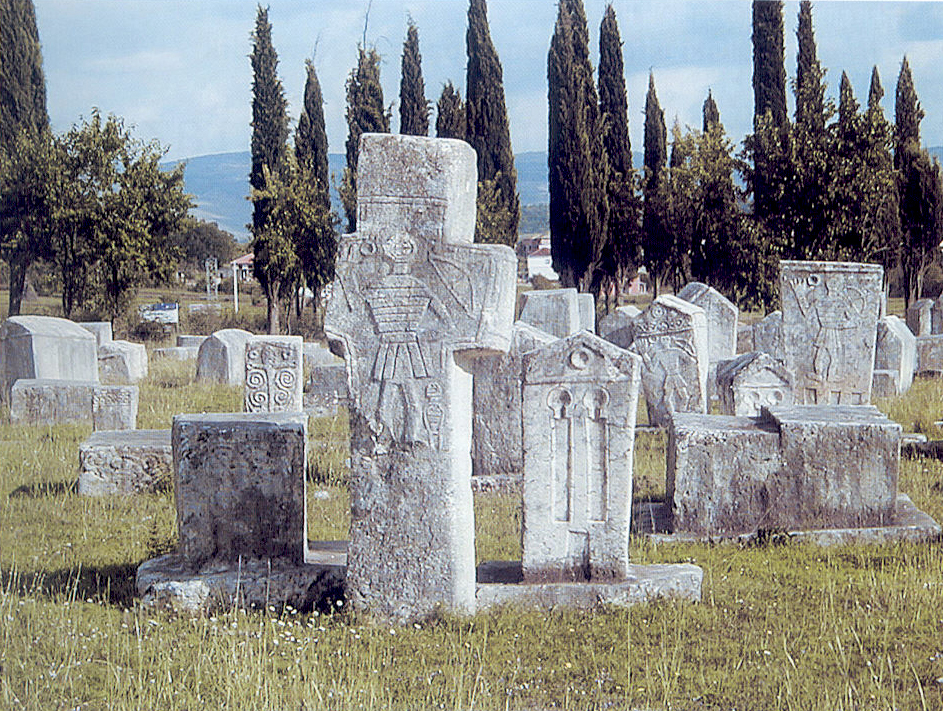
La nécropole de Radimlja

L'ensemble naturel et architectural de la Bregava à Stolac, qui s'étend jusqu'à Ošanjići, est aujourd'hui classé ; l'ensemble architectural représenté est constitué de monuments construits à partir du XVe siècle.
L'église Saint-Pierre-et-Saint-Paul, construite avant 1505, est inscrite avec son cimetière.
La tombe de Moshe Danon est classée ; Moshe Danon fut le grand-rabbin de Sarajevo entre 1815 et 1830.

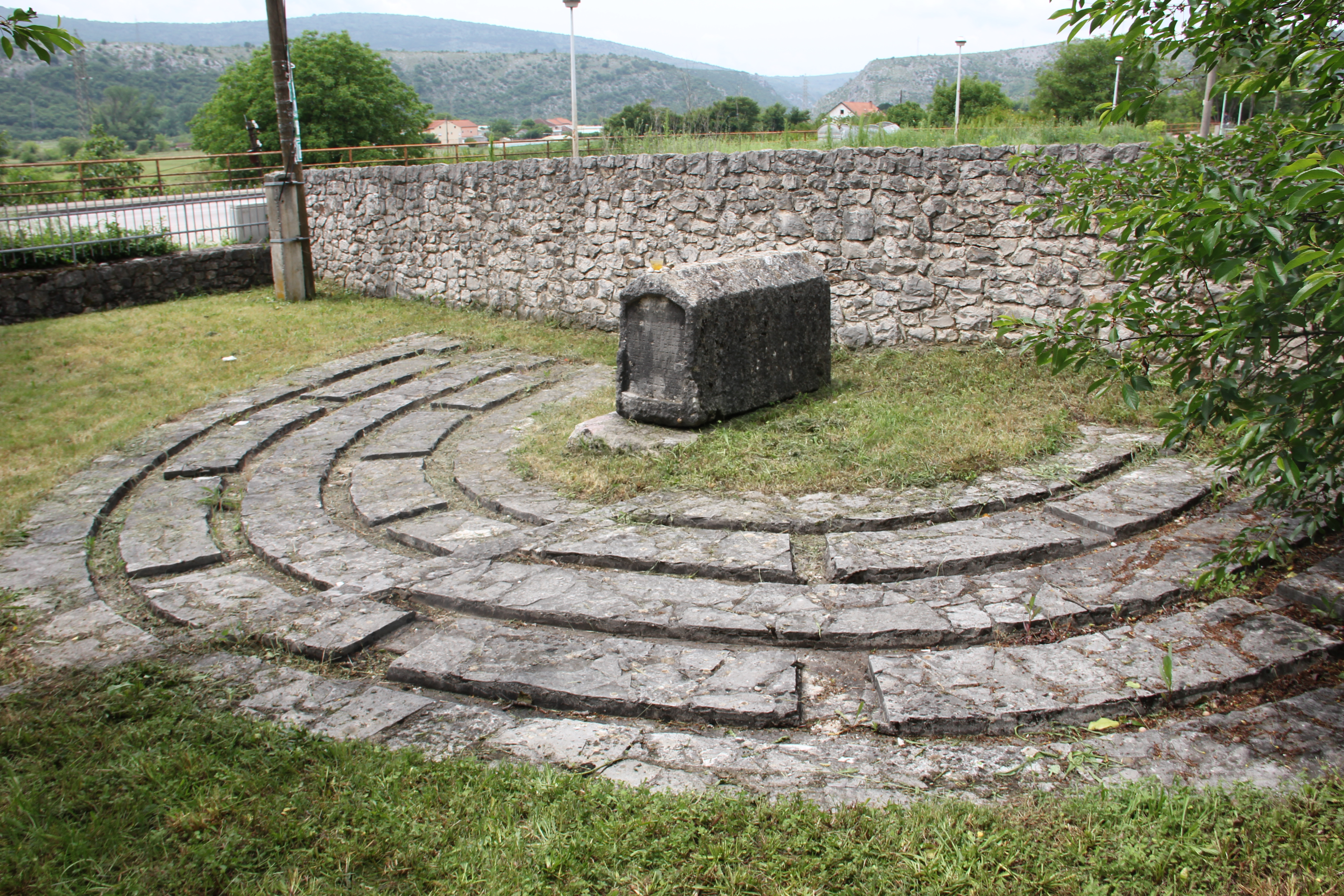
La tombe de Moshe Danon

## Démographie

### Évolution historique de la population dans la localité
| 1948 | 1953 | 1961 | 1971 | 1981 | 1991  | 2013  |
| ---- | ---- | ---- | ---- | ---- | ----- | ----- |
| -    | -    | 219  | 306  | 189  | 1 102 | 1 023 |

|  |